# Teuku Jacob
Teuku Jacob (ur. 6 grudnia 1929 w Peureulak, zm. 17 października 2007 w Yogyakarcie) – indonezyjski paleoantropolog. Zasłynął na arenie międzynarodowej jako krytyk naukowców stojących na stanowisku, że szczątki człowieka odkryte na Flores należą do nowego gatunku – Homo floresiensis.
Kształcił się w Szkole Medycyny Uniwersytetu Gadjah Mada (1950–1956). Studiował także na Uniwersytecie Arizony (1957–1958), Uniwersytecie Howarda (1958–1960) oraz na Uniwersytecie w Utrechcie, gdzie w 1968 r. uzyskał doktorat z antropologii.

## Homo floresiensis
Jacob zyskał międzynarodowy rozgłos, kiedy zakwestionował opinię badaczy twierdzących, że szczątki znalezione na wyspie Flores stanowią nowy gatunek ludzki, określony jako Homo floresiensis. Według Jacoba odkryte szczątki należały do przedstawicieli Homo sapiens dotkniętych mikrocefalią. Na początku grudnia 2004 r. Jacob przeniósł większość szczątków z Narodowego Centrum Archeologii w Dżakarcie do własnego laboratorium, bez uprzedniej konsultacji z dyrektorami Centrum.